# 西村栄美
西村 栄美（にしむら えみ）は、日本の生命科学者。博士（医学）（京都大学）。

## 来歴
1994年に滋賀医科大学医学部を卒業し、京都大学医学部皮膚科（1995年）、倉敷中央病院皮膚科（1996年）を経て1996年より京都大学大学院医学研究科の博士課程に進み、2000年に博士（医学）号を取得した。同年にハーバード大学医学大学院ダナファーバー癌研究所で研究員になり、デイヴィッド・フィッシャー（David Fisher）のラボで働いた。
2004年に北海道大学特任助教授になり、2006年に金沢大学がん研究所教授として研究室を主宰するようになった。2009年に東京医科歯科大学難治疾患研究所教授になった。2021年2月に東京大学医科学研究所老化再生生物学分野教授に就任した。

## 研究
老化学の研究を主とする。COL17A1（17型コラーゲン）が毛包幹細胞を繋ぎ止めて、幹細胞が自己複製を続けるようにするが、加齢などによりCOL17A1が失われ、毛包幹細胞がフケとなって毛穴から出ていってしまい、毛包が小さくなるとともに薄毛になるという加齢による薄毛の仕組みを解明した。
2021年、表皮幹細胞が損傷の修復で果たす役割を解明した。すなわち、幹細胞の機能にCOL17A1が必須であり、上皮成長因子受容体シグナルがCOL17A1の安定化に寄与するが、加齢によりシグナル活性が低下し、COL17A1が分解される結果、表皮幹細胞の運動能力が低下し、皮膚の再生能力が低下する。

## 受賞歴
- 2002年：資生堂賞[9]
- 2006年：湖医会賞[2]
- 2012年：2011年度小川・清寺記念賞[1][9]
- 2012年：第8回日本学士院学術奨励賞[1][10]
- 2014年：シャネル-CE.R.I.E.S. リサーチアワード[1][11]
- 2017年：マイロン・ゴードン賞[1][12][13]
- 2022年：米国科学アカデミー会員に選出[1][14][15]

## 論文
- 西村 栄美; Siobhán A Jordan; Hideo Oshima et al. (2002年4月1日), “Dominant role of the niche in melanocyte stem-cell fate determination” (英語), ネイチャー 416 (6883):  854-860, Bibcode: 2002Natur.416..854N, doi:10.1038/416854A, ISSN 1476-4687, PMID 11976685, Wikidata Q57338437
- 西村 栄美; Scott R Granter; David E. Fisher (2004年12月23日), “Mechanisms of hair graying: incomplete melanocyte stem cell maintenance in the niche” (英語), サイエンス 307 (5710):  720-724, Bibcode: 2005Sci...307..720N, doi:10.1126/SCIENCE.1099593, ISSN 0036-8075, PMID 15618488, Wikidata Q33984016
- 西村 栄美 (2011年5月5日), “Melanocyte stem cells: a melanocyte reservoir in hair follicles for hair and skin pigmentation” (英語), Pigment Cell & Melanoma Research 24 (3):  401-410, doi:10.1111/J.1755-148X.2011.00855.X, ISSN 1755-1471, PMID 21466661, Wikidata Q37861902